# Rhagamys orthodon
Rhagamys orthodon — викопний вид мишоподібних гризунів родини мишеві (Muridae). R. orthodon — єдиний вид роду Rhagamys. Це був ендемік середземноморських островів Корсика і Сардинія, де вперше з'явився в палеонтологічних рештках у пізньому плейстоцені, і був відносно великих розмірів, вагою до 50 грамів.

## Опис
Rhagamys orthodon, як видається, найбільш тісно пов'язаний з Rhagapodemus і Apodemus. Його корінні зуби подібні до Apodemus sylvaticus і Apodemus agrarius, але більші й більш високо-корончасті, що підходить для харчування грубішою їжею.
До приходу людини на острови близько 6500 до н. е., Корсика і Сардинія мали свою ендемічну фауну, яка крім Rhagamys orthodon містила Microtus henseli, Prolagus sardus, два види Episoriculus по одному на кожен острів, а також Talpa tyrrhenica, Algarolutra majori, Megaloceros cazioti і сардинського Cynotherium sardous. M. cazioti незабаром вимер, інші види проіснували спільно з людиною до першого тисячоліття до нашої ери. Пізніше вони вимерли, що, можливо, було пов'язано з вирубуванням природних лісів і зміною землекористування, але також може бути пов'язане з уведенням пацюка, Rattus rattus. Єдиним ендемічним ссавцем на островах нині є Plecotus sardus.